# Felpillantó küllő
A felpillantó küllő (Romanogobio uranoscopus) a sugarasúszójú halak (Actinopterygii) osztályának pontyalakúak (Cypriniformes) rendjébe, ezen belül a pontyfélék (Cyprinidae) családjába tartozó védett faj.
A Duna vízgyűjtő medencéjének folyóvizeiben élő kis termetű gazdasági szempontból jelentéktelen hal, azonban nagy természeti értéket hordoz, és egyben a legritkábban előforduló magyarországi küllőfaj.

## Előfordulása
A felpillantó küllő a Duna vízrendszerének sebes sodrású, nagy és hűvös víztömegű, kavicspadokkal tarkált oxigéndús vizeiben él. Kisebb vízhozamú folyókban és patakokban, valamint a nagyobb folyók lassabb szakaszain és a tavakban nem él meg. Magyarország folyóinak erős sodrású szakaszain a pérzóna alsó régiójában és a paduczónában jellemző, de itt is csak ritkán található meg.
Mivel nagyon ritka faj, ezért nagy jelentőségű az esetleges felbukkanása, melyre a Dráva a Mura és a Tisza folyókban lehet elsődlegesen számítani. Az egyik megbízható előfordulását a Tisza magyarországi felső szakaszáról, Tiszacsécséről jelezték.

### Hasonló fajok
Közeli rokonaival a fenékjáró küllővel, a halványfoltú küllővel és a homoki küllővel téveszthető össze legkönnyebben. Rokonaitól a felpillantó küllő teste nyúlánkabb, bajuszai hosszabbak és szemei  magasabban és a keskenyebb homlok felső oldalán ferdén állnak. A fenékjáró küllő erősen pettyezett hát- és farokúszója, valamint magas faroknyele miatt különböztető meg. A halványfoltú küllő faroknyele magas, és végbélnyílása a hasúszók alapjához esik közelebb. A homoki küllő teste nyújtottabb, háta alacsony, hátúszójában pedig 8 osztott sugár található, és a végbélnyílása a hasúszók tövéhez van közelebb. Az alak és szájforma tekintetében ugyancsak hasonló a márna és a petényi-márna, de őket két pár bajuszuk jól megkülönbözteti a csupán egy pár bajuszt viselő küllőktől.

## Megjelenése
Teste orsószerűen nyúlt, melyhez a fejformája hosszúkás és lapított. A szeme viszonylag kicsi és a fejtetőre tolódott, felfelé tekintő ezért is nevezik felpillantónak. A hal testhossza legfeljebb 10 centiméter. 40-42 nagy pikkelye van az oldalvonala mentén. Torka pikkelyezett a hasa fehér. A felső állkapocs hátulsó peremén mindkét oldalon egy-egy bajuszszál van. A hátúszója és a farokalatti úszója is rövid és magas. A farokúszó hosszú és erősen kimetszett. Az úszók áttetszőek, színtelenek vagy halványsárga árnyalatúak.

## Életmódja
Kis rajokban élő fenékhal. Mivel a mederfenéken tartózkodik, onnan szerzi táplálékát, mely algaszövedékek, apró férgek, rovarlárvák, planktonrákok és a folyó által görgetett egyéb szerves hulladékokból áll.

## Szaporodása
Ritkasága miatt szaporodásbiológiája és korai ontogenezise kevéssé ismert. Kétéves korától ivarérett és ívása április végétől június közepéig tart.
Tavasszal az ivarérett hímek testének felső része majdnem feketére változik és apró nászkiütésekkel (dorozsma) borított lesz. Az ikrások aránylag kevés ikrája szakaszosan érik be ezért több részletben rakják le azokat, főként a folyók felső szakaszaira a homokos-sóderes mederfenékre.